# L'anfiteatro e la bambina impertinente
L'anfiteatro e la bambina impertinente è il primo album dal vivo della cantautrice italiana Carmen Consoli, pubblicato il 16 novembre 2001, che conquista la certificazione di doppio disco di platino con oltre 200 000 copie vendute.

## Descrizione
Il 15 luglio 2001, nell'antico teatro greco di Taormina in Sicilia, Carmen Consoli tenne un concerto nel quale per l'esecuzione delle canzoni, ai consueti strumenti musicali utilizzati dalla cantautrice, fu affiancata un'orchestra filarmonica di 30 elementi.
Il repertorio del concerto contiene diversi successi di Carmen oltre ad alcune cover.
La versione su CD, per motivi di spazio, contiene solo una selezione di 15 brani del concerto. Il disco è stato prodotto da Maurizio Nicotra e da Francesco Barbaro, la produzione artistica è di Carmen Consoli. La versione in DVD, che presenta una scaletta leggermente diversa, è invece la registrazione audiovisiva integrale.
La regia televisiva è di Leonardo Conti, storico regista di Videomusic.

## Origine e eredità
L'idea di registrare un album live, è stata così spiegata da Carmen: “Il progetto è nato come una decisione incosciente, dopo il tour 
acustico nei teatri che ci ha portato a elaborare sia tecnicamente che armonicamente le mie canzoni, con archi e atmosfere rarefatte, un po' da camera. Sei mesi di lavoro, di viaggi continui: ho studiato musica classica perché dovevamo in qualche modo entrare nel linguaggio dei musicisti 
classici“.
La cantautrice fu affiancata dall'orchestra del Teatro Vittorio Emanuele di Messina (diretta dal maestro Paolo Buonvino), il cui apporto contribuì ad aumentare la suggestione dei brani dell'artista catanese, la quale per l'occasione iniziò a studiare musica classica.

## Tracce

Carmen Consoli canta "L'ultimo bacio"

CD
1. Per niente stanca – 5:23
2. Parole di burro – 3:57
3. Venere – 4:36
4. Blunotte – 4:18
5. Geisha – 3:15
6. L'ultimo bacio – 3:52
7. In bianco e nero – 4:21
8. Confusa e felice – 4:20
9. Equilibrio precario – 3:45
10. Bonsai #2 – 1:12
11. Amore di plastica – 3:58
12. In funzione di nessuna logica – 3:28
13. Amado mio – 2:18
14. Quattordici luglio – 4:06
15. Contessa Miseria – 4:46

Durata totale: 57:35
DVD
1. Apertura
2. L'ultimo bacio
3. Parole di burro
4. Venere
5. Bonsai #1
6. Geisha
7. In funzione di nessuna logica
8. Fino all'ultimo
9. Confusa e felice
10. Per niente stanca
11. In bianco e nero
12. Equilibrio precario
13. Bonsai #2
14. Contessa miseria
15. Nessuno
16. Blunotte
17. Bésame Giuda/Lady Marmalade
18. Occupazione
19. Non volermi male
20. Amado mio
21. Quattordici luglio
22. Orfeo
23. Gamine Impertinente
24. Quello che sento
25. Amore di plastica

## Successo commerciale
Con oltre 200 000 copie vendute (due dischi di platino), rimane uno degli album più venduti della cantautrice catanese, ed è inoltre uno degli album live più venduti nella storia della musica italiana. È importante far notare che i dischi live, nel mercato musicale italiano, raramente raggiungono numeri di vendita paragonabili a quelli di album prodotti e registrati in studio. L'album raggiunge la sesta posizione della classifica italiana degli album.

## Classifiche
| Classifica | Posizione massima |
| ---------- | ----------------- |
| Italia     | 6                 |